# Couladère
Couladère település Franciaországban, Haute-Garonne megyében. Lakosainak száma 413 fő (2022. január 1.). Couladère Saint-Christaud, Cazères és Saint-Michel községekkel határos.

## Népesség
A település népességének változása:
| Lakosok száma | 271  | 305  | 330  | 417  | 433  | 441  | 425  | 416  | 412  | 413  |
|               | 1968 | 1982 | 1990 | 2006 | 2013 | 2015 | 2017 | 2019 | 2020 | 2022 |